# Liste des évêques d'Issele-Uku
Liste des évêques d'Issele-Uku
(Dioecesis Isseleukuanus)

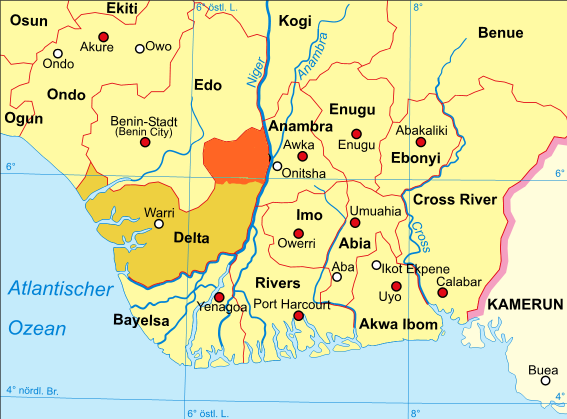
L’évêché d'Issele-Uku (en orange)

L'évêché nigérian d'Issele-Uku est créé le 5 juillet 1973 par détachement du diocèse de Benin City.

## Sont évêques
- 5 juillet 1973-8 novembre 1996 : Anthony Gbuji (Anthony Okonkwo Gbuji), devient évêque d'Enugu.
- 8 novembre 1996-14 novembre 2003 : Emmanuel Otteh
- depuis le 14 novembre 2003 : Michaël Elue (Michaël Odogwu Elue)

## Sources
- L'ANNUAIRE PONTIFICAL, sur le site http://www.catholic-hierarchy.org, à la page